# Karpogonium
Karpogonium, karpogon, płodnica – lęgnia krasnorostów funkcjonująca jednocześnie jako komórka jajowa, gdyż jajo nie wyodrębnia się oddzielając od jej ściany komórkowej. Jest nieuwicione, jak wszystkie inne komórki krasnorostów. Może, ale nie musi leżeć na szypułce. Zwykle jego część przylegająca do reszty plechy jest rozszerzona i zawiera jądro komórkowe, które w trakcie zapłodnienia łączy się z jądrem spermacjum (kariogamia). Część dystalna jest wydłużona – jest to włostek (trichogyne). Może zawierać dodatkowe jądro niebiorące udziału w zapłodnieniu. Do włostka przyczepiają się unoszone przez wodę (nieruchliwe) spermacja, z których jedno przelewa zawartość do włostka. Następnie jądro spermacjum wędruje do jądra karpogonium i zespala się z nim. Przyleganie do włostka ułatwione jest przez wydzielane poza błonę komórkową spermacjum struktury budowane przez polisacharydy (które ponadto ułatwiają unoszenie przez wodę). Włostek może wychwycić przepływające spermacja, gdyż wystaje ponad powierzchnię plechy. Włostki krasnorostów żyjących w wodach płynących (np. żabirośli) są ponadto szersze (buławkowate) niż włostki krasnorostów morskich (nitkowate), co zapewne zwiększa szansę na wychwycenie dryfujących spermacjów. U bangiowych rolę włostka pełni prtototrichogyne, czyli odpowiedni fragment karpogonium. Po kariogamii zasadnicza część karpogonium oddziela się od włostka z przyczepioną ścianą pozostawioną przez spermacjum galaretowatym czopem i tak powstała zygota kiełkuje, tworząc nici karposporofitu. Ponieważ karpogonium nie jest uwalniane poza ciało gametofitu, osobnik nowego pokolenia rośnie na roślinie macierzystej.